# Bâscoveni, Teleorman
Bâscoveni este un sat în comuna Gălăteni din județul Teleorman, Muntenia, România. Se află în partea de vest a județului, în Câmpia Găvanu-Burdea, pe malul stâng al râului Clănița. La recensământul din 2002 avea o populație de 1.412 locuitori.